# AT&T

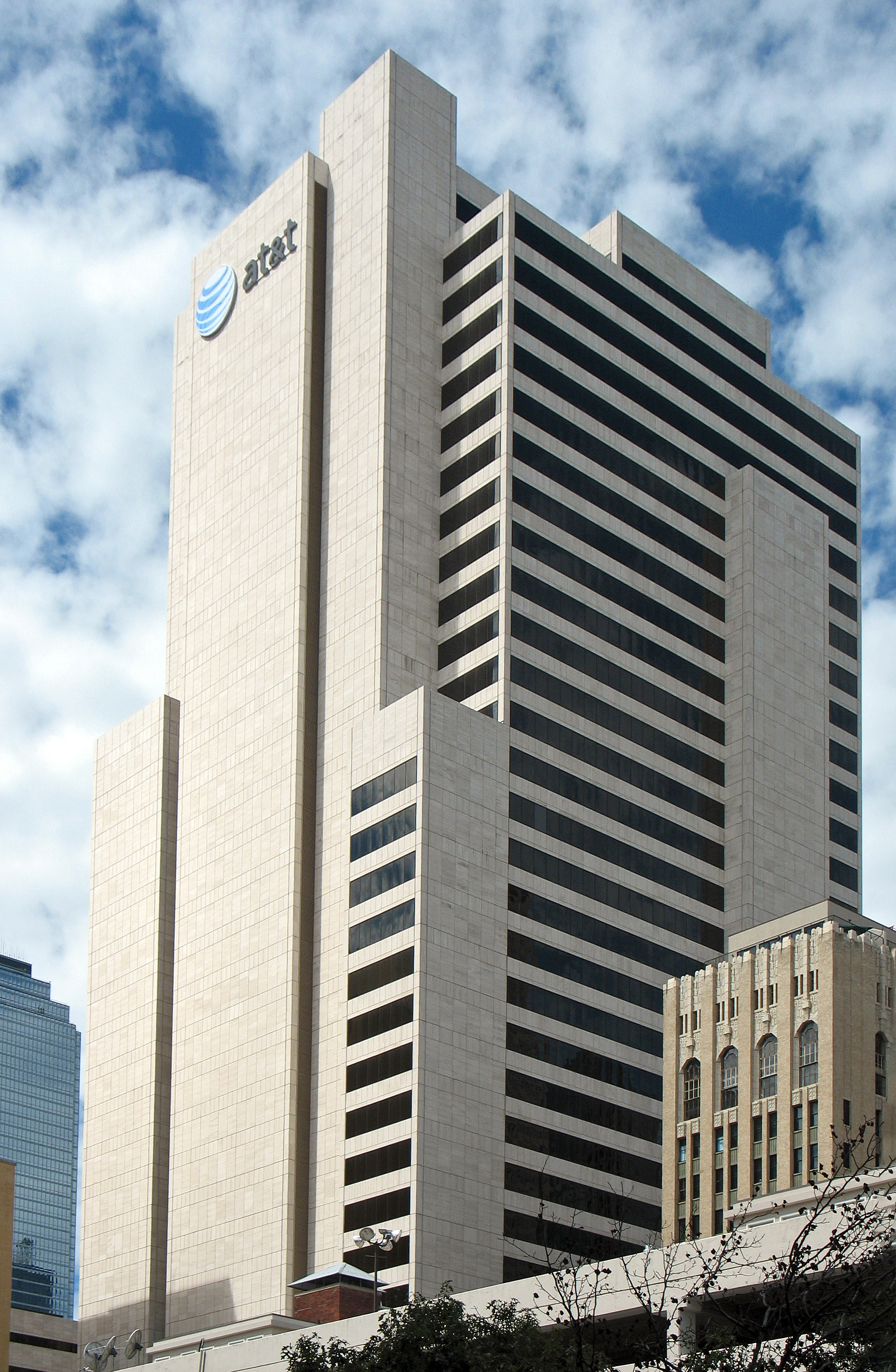
Whitacre Tower – główna siedziba AT&T (Dallas w stanie Teksas)

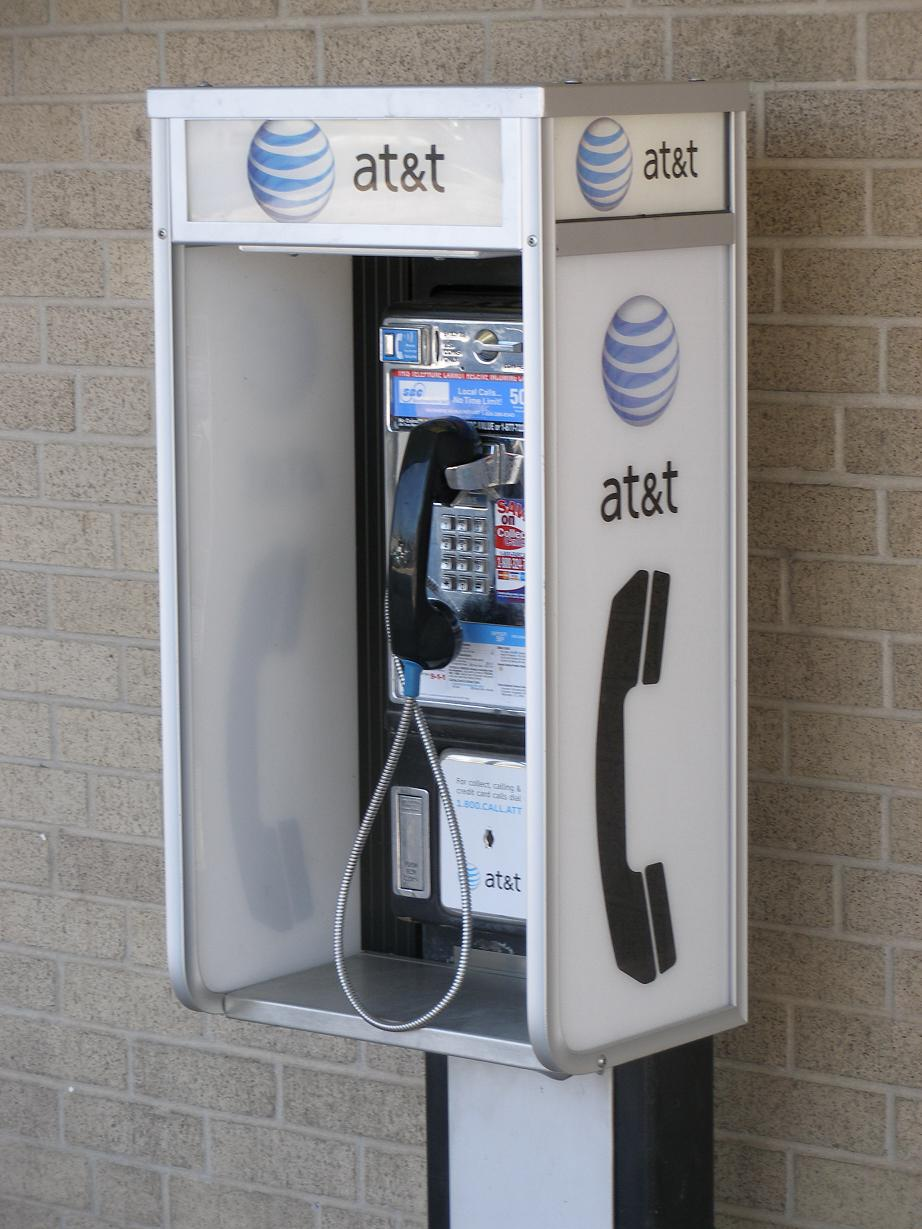
Budka telefoniczna AT&T w San Antonio

AT&T Inc. (wcześniej American Telephone and Telegraph Company) – amerykańskie przedsiębiorstwo telekomunikacyjne, notowane na New York Stock Exchange: (NYSE: T).
AT&T było przez pewien czas największym na świecie przedsiębiorstwem świadczącym usługi telefoniczne oraz największą siecią telewizji kablowej. W jego laboratoriach (Bell Labs) powstał m.in. system operacyjny Unix, języki programowania: C, C++ i AWK, a także tranzystor. Jedenastu pracowników tej korporacji otrzymało Nagrodę Nobla. Obecna spółka AT&T Inc. powstała w wyniku podziału dawnej AT&T Corporation z przekształcenia dawnej Southwestern Bell Corporation i została utworzona 5 października 1983 roku.

## Historia
AT&T zostało założone 3 marca 1885 w celu stworzenia ogólnokrajowej sieci telefonicznej, w wyniku przekształceń Bell Telephone Company – spółki telefonicznej teścia Aleksandra Grahama Bella oraz amerykańskich inwestorów. Prace rozpoczęto w Nowym Jorku. W siedem lat później sieć dotarła do Chicago, a w 1915 r. do San Francisco. W 1927 r. została uruchomiona łączność transatlantycka, jednak używano do tego radia. Dopiero w 1957 r. została ustanowiona łączność kablowa.
8 stycznia 1982, po trwającym od 1974 r. procesie, AT&T została uznana za monopolistę przez Departament Sprawiedliwości USA. 1 stycznia 1984 siedem regionalnych oddziałów zostało wydzielonych z macierzystego przedsiębiorstwa i stało się niezależnymi przedsiębiorstwami (tzw. „Baby Bells”), przejmując lokalne linie telefoniczne. W wyniku tego podziału wartość AT&T spadła o ok. 70%.
W 1996 r. AT&T wyodrębniła swoje działy produkcyjne i technologii, w tym znane Bell Laboratories, by sformować nową spółkę – Lucent Technologies.
Z powodu stale spadającego znaczenia rozmów dalekodystansowych, które pozostały w gestii AT&T, przedsiębiorstwo także słabo sobie radziło na rynku. 27 stycznia 2005 gazeta New York Times podała do publicznej wiadomości, że SBC Communications, jedna ze spółek-córek powstała w 1984 r., jedna z właścicielek sieci Cingular (wraz z AT&T i BellSouth – baby-bell kupiony przez SBC) negocjuje wykupienie AT&T za ponad 16 miliardów dolarów. Transakcja ta doszła do skutku 18 listopada 2005. W wyniku zakupu przedsiębiorstwo SBC Communications porzuciło swoją markę i przemianowało się na AT&T, zaś Cingular zmienił się w AT&T Mobility.

## Logo
Kula będąca logo AT&T została wymyślona przez Saula Bassa w 1983 r. Nazwano ją Gwiazdą Śmierci przez skojarzenie z serią filmową Gwiezdne wojny.

## Sponsoring
Od sezonu 2007 do końca sezonu 2011 przedsiębiorstwo było tytularnym sponsorem zespołu Williams F1.
Dnia 30 maja 2012 przedsiębiorstwo zostało sponsorem teamu Red Bull Racing.
Dnia 4 marca 2019 przedsiębiorstwo zostało sponsorem amerykańskiej drużyny esportowej Cloud9.
Od sezonu 2019 przedsiębiorstwo zostało globalnym partnerem zawodowej ligi WNBA. Logo AT&T pojawi się na koszulce każdej z dwunastu drużyn.